# Buxus vahlii
Buxus vahlii es una especie de planta de flores perteneciente a la familia  Buxaceae. Se encuentra en Jamaica, Puerto Rico, e Islas Vírgenes. Se la trata en peligro de extinción por pérdida de hábitat. 

## Taxonomía
Buxus vahlii fue descrita por Henri Ernest Baillon y publicado en Monographie des Buxacées et des Stylocérées 67–68. 1859.
Etimología
Buxus: nombre genérico que deriva del griego antiguo bus, latinizado buxus,  buxum que es nombre dado al boj.
vahlii: epíteto otorgado en honor del botánico Martin Vahl.
Sinonimia
- Buxus cruciata Rich. ex Baill.
- Crantzia laevigata Vahl
- Crantzia solanderi Vahl ex Baill.
- Tricera vahlii Britton[5]